# Déli Hal csillagkép

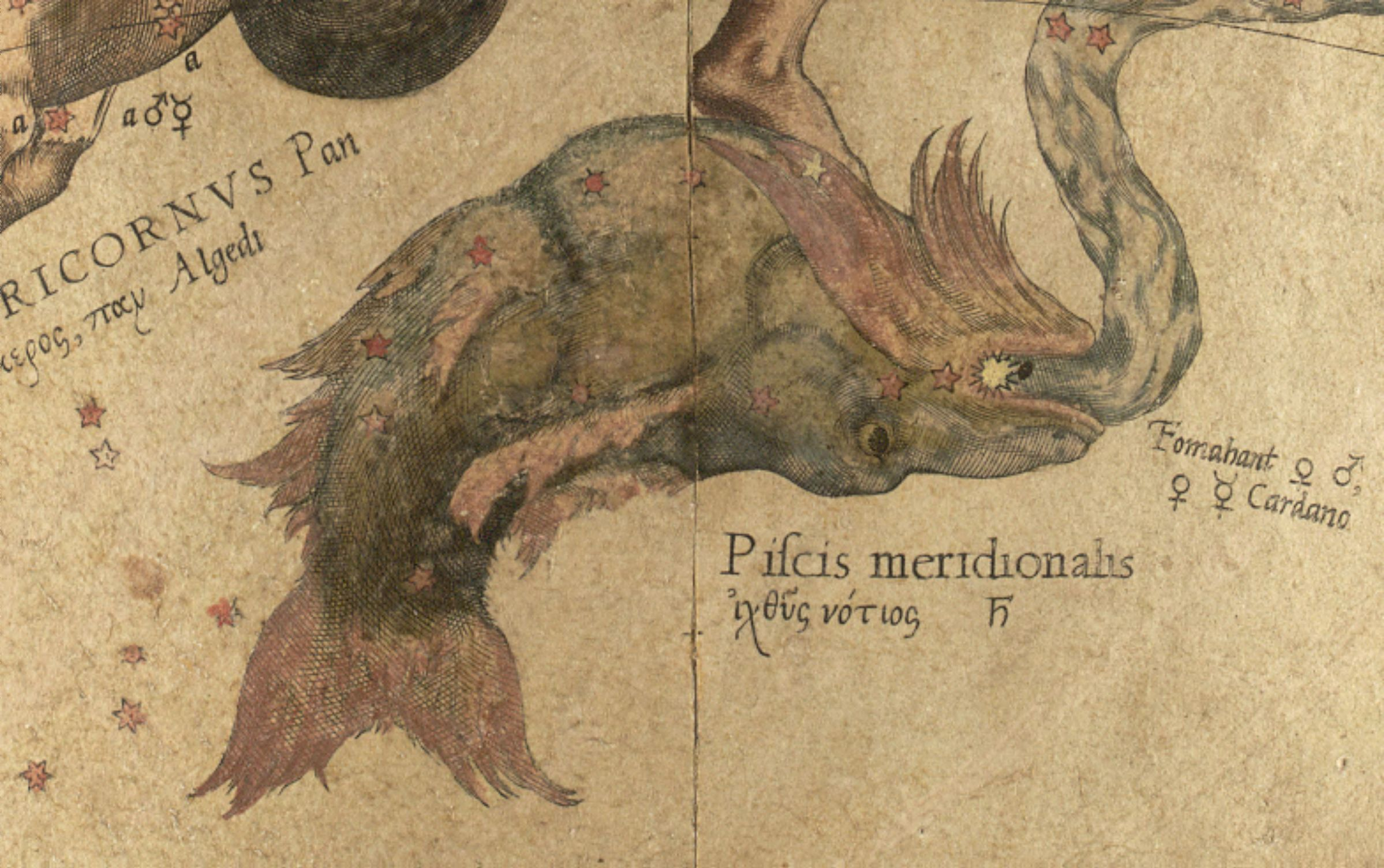

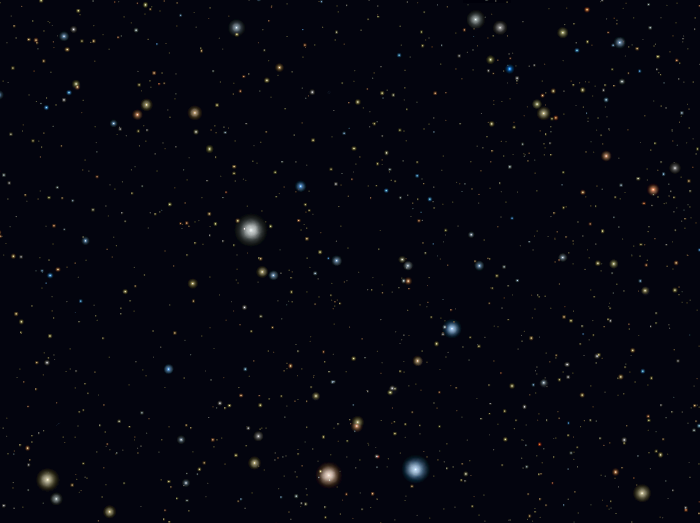
A ’’Déli hal’’ csillagkép

A Déli Hal (latin: Piscis Austrinus) egy csillagkép.

## Története, mitológiája
A Halak csillagkép „ellenlábasa”, ezért kapta a latin Piscis Austrinus, más néven Piscis Australis (Déli Hal) nevet. A görög mitológiában úgy vélték, hogy a Déli Hal volt a szülője a Halak csillagképnek. A 20. század előtt Piscis Notius-ként is ismerték. A ’’Piscis Austrinus’’-t már Ptolemaiosz is besorolta az 1. században az akkor ismert 48 csillagkép közé.
A legfényesebb csillaga, a Fomalhaut az egyiptomi Ízisz istennő tiszteletére kapta a nevét, mert az istennőt állítólag egy hal mentette ki a vízből. Ez a monda a görögöktől eredt, ahonnan Rómába is átterjedt az istennő kultusza.

## Látnivalók

### Csillagok
- α Piscis Austrini – arab neve Fomalhaut = Famol-hut el Ganubi, a Hal szája, a fényrendje 1,3, a színe kékesfehér, 25 fényév távolságra van a Földtől. A közelében nagyon kevés a csillag, ezért Magányosnak is hívják.

### Kettőscsillagok
- β PsA neve kínai nyelven Tien Kang (Mennyei kötél). Majdnem két egyforma, 4,3 és 4,7 magnitúdójú csillagból álló tágas kettőscsillag, amely már kis távcsővel is felbontható.
- γ PsA: egy 4,5m és egy 8m csillagból álló pár, közepes nyílású távcsővel már megfigyelhető.

### Mélyégobjektumok
A csillagkép területén nincsenek igazán látványos, fényes mély-ég objektumok. Szinte csak galaxisokat és galaxishalmazokat találunk az égbolt ezen részén.
- NGC 7172-7173-7176: Ez a galaxistrió igen látványos a maga nemében, bár mindhárom csillagváros nagyon halvány (12-14m. Mindhárom  objektum az EDCC 76 jelű galaxishalmaz része.
- NGC 7135: Egy S0/P típusú Seyfert galaxis. Fényessége 11,7m.
- NGC 7314: Egy Sc I-II típusú spirálgalaxis a csillagkép északi részén.
- PKS 2155-304: Az egyik legfényesebb aktív galaxis az égbolton. BL Lacertae objektum mely igen erősen sugároz rádiótartományban. Vöröseltolódása z=0.116.

## Fordítás
- Ez a szócikk részben vagy egészben  a   Piscis Austrinus című angol Wikipédia-szócikk fordításán alapul.  Az eredeti cikk szerkesztőit annak laptörténete sorolja fel. Ez a jelzés csupán a megfogalmazás eredetét és a szerzői jogokat jelzi, nem szolgál a cikkben szereplő információk forrásmegjelöléseként.